# 魏橋紡織
魏橋紡織股份有限公司（港交所除牌前：2698），簡稱魏橋紡織，現時為山東魏橋創業集團有限公司旗下，是當時在香港交易所上市的工業公司，主要業務是從事生產、銷售及分銷棉紗、坯布及牛仔布，為中國最大規模的紡織企業。

## 历史
魏橋紡織2003年於香港交易所上市，集資金額約為25億元。

## 外部連結
- 魏橋紡織公司網站 （页面存档备份，存于）